# Tinodes agaricinus
Tinodes agaricinus är en nattsländeart som beskrevs av Martin E. Mosely 1930. Tinodes agaricinus ingår i släktet Tinodes och familjen tunnelnattsländor. Inga underarter finns listade i Catalogue of Life.